# Калакуцкая, Лариса Павловна
Лари́са Па́вловна Калаку́цкая (1930—1994) — советский и российский лингвист, доктор филологических наук (1983). Научный сотрудник Института русского языка АН СССР (РАН).

## Биография
Родилась 18 апреля 1930 года в Москве. Длительный период работала в Институте русского языка имени В. В. Виноградова Академии наук СССР.
В 1967 году защитила диссертацию на соискание учёной степени кандидата филологических наук по теме «Грамматические условия адъективации причастий в современном русском языке»
В 1982 году защитила диссертацию на соискание учёной степени доктора филологических наук по теме «Словоизменение антропонимии в русском литературном языке» (специальность 10.02.01 — русский язык)
Основные научные труды посвящены орфографии русского языка, ономастике.
Составитель и редактор таких выходивших в течение многих лет массовыми тиражами нормативных справочных изданий, как «Орфографический словарь русского языка» и «Слитно или раздельно? Опыт словаря-справочника».
Муж — Лев Владимирович Калакуцкий (1932—2020), микробиолог.
Умерла 19 ноября 1994 года. Похоронена на Введенском кладбище (11 уч.).

## Основные работы
- Букчина Б. З., Калакуцкая Л. П., Чельцова Л. К. Письма об орфографии. — М.: Наука, 1969. — 136 с. — 50 000 экз. (обл.)
- Калакуцкая Л. П. Адъективация причастий в современном русском языке. — М.: Наука, 1971. — 227 с.
- Букчина Б. З., Калакуцкая Л. П. Сложные слова. — М.: Наука, 1974. — 152 с. — (Научно-популярная серия). — 150 000 экз. (обл.)
- Калакуцкая Л. П. Склонение фамилий и личных имен в русском литературном языке / Отв. ред. Ф. П. Филин, В. В. Иванов. — М.: Наука, 1984. — 224 с. — 15 000 экз. (обл.)
  - Калакуцкая Л. П. Склонение фамилий и личных имен в русском литературном языке. — Изд. 2-е. — М.: Либроком, 2009. — 224 с. — ISBN 978-5-397-00376-6. (обл.)

Редактор
- Нерешенные вопросы русского правописания: Сб. статей / Отв. ред. Л. П. Калакуцкая. — М.: Наука, 1974. — 304 с.
- Ономастика и норма: Сб. статей / Отв. ред. Л. П. Калакуцкая. — М.: Наука, 1976. — 256 с. (обл.)
- Ономастика и грамматика: Сб. статей / Отв. ред. Л. П. Калакуцкая. — М.: Наука, 1981. — 272 с. — (Культура русской речи). (обл.)